# Capella de Santa Anna
La capella de Santa Anna és un edifici a la ciutat de Granollers (Vallès Oriental) protegit com a bé cultural d'interès local.

## Descripció

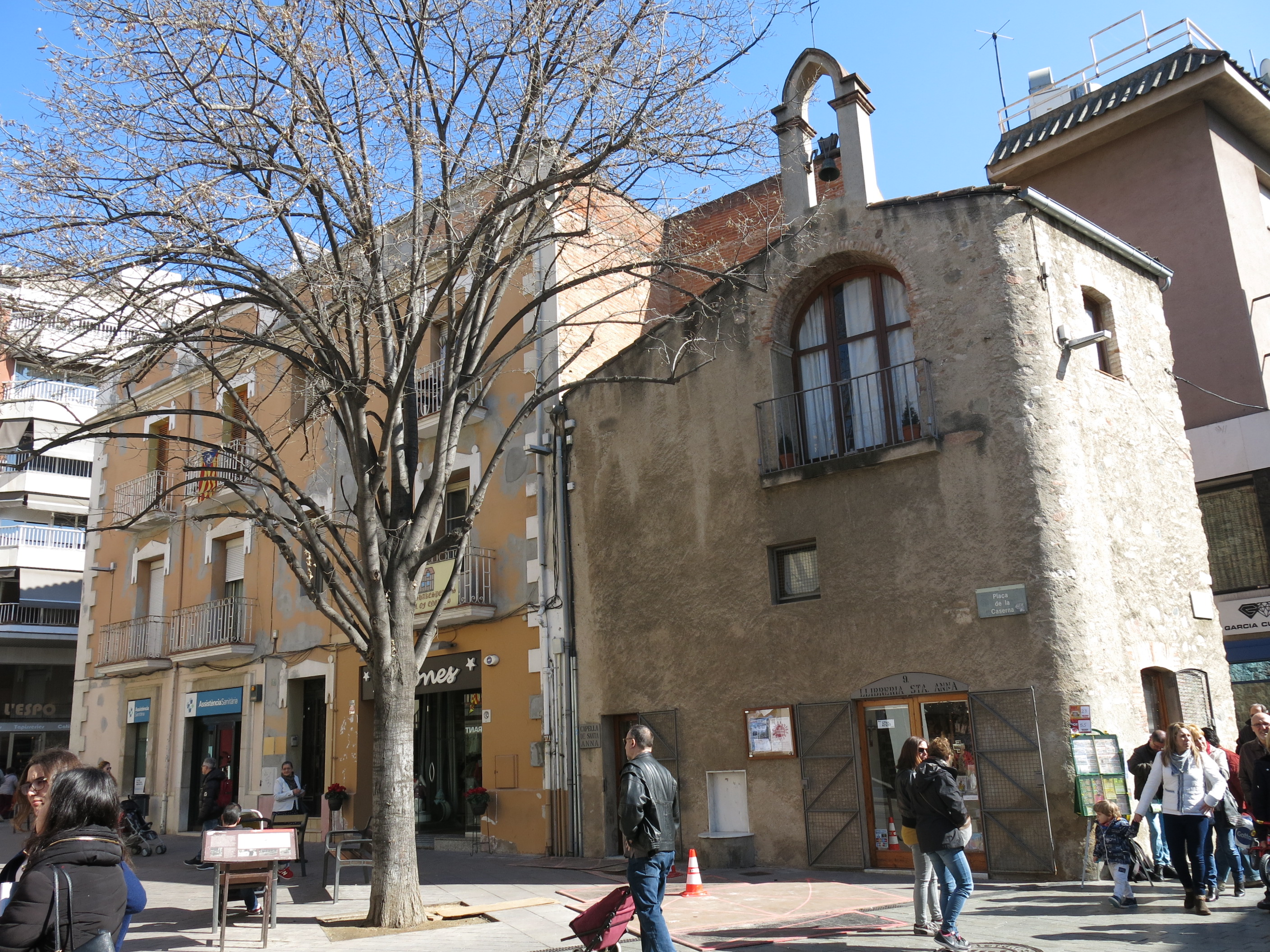
Plaça de la Caserna

Fou construïda l'any 1563, enderrocada l'any 1862, en destruir-se la caserna. Es refeu l'any 1864, al costat de la primitiva. Recentment la capella situada a la segona planta ha estat restaurada i la planta baixa i la primera com es fan servir de llibreria. La restauració de la capella es va dur a terme els anys 1980-1981 sota un projecte dels arquitectes Bosch-Botey-Cuspinera. La capella de Santa Anna es troba al costat del portal de Caldes de la muralla del segle xvi. Consta de planta baixa i pis amb tres façanes i coberta de teula àrab a dos vessants desiguals, acabada amb un ràfec. Sobre el carener s'aixeca un senzill campanar d'espadanya. La capella està a la planta pis en un reduït espai de planta rectangular. L'arc de mig punt que dona a la plaça permet seguir les cerimònies des del carrer. La planta baixa s'ha reutilitzat com a llibreria. A la façana que dona al corredor hi ha restes de la muralla medieval.